# CD Antofagasta
CD Antofagasta is een Chileense voetbalclub die ontstond in 1966 na een fusie tussen Unión Bellavista en Portuario Atacama.

## Erelijst
- Primera B

1968, 2011

## Trainer-coaches
- Luis Santibáñez (1966)
- Francisco Hormazábal (1968)
- Manuel Rodríguez (1982)
- Hernán Godoy (1987)
- José Sulantay (1988)
- Jorge Luis Siviero (1990)
- Hugo Solis (1990)
- Andrija Perčić (1991-1995)
- Mario Páez (1995, 1997)
- José Sulantay (1997)
- Mario Páez (1999)
- Rogelio Delgado (2000)
- Luis Marcoleta (2001-2002)
- Mario Páez (2003-2004)
- Carlos Rojas (2004)
- Hernán Ibarra (2005)
- Oscar Malbernat (2006)
- Fernando Díaz (2007)
- Mario Véner (2008)
- Hernán Ibarra (2008-2010)
- Gustavo Huerta (2011-)